# Akwarium (szkolenie)
Akwarium – jedna z technik szkoleniowych, zakładająca dwojakie uczestnictwo: czynne i bierne. Uczestnicy biorący czynny udział, wykonują ćwiczenie, np. odgrywają role sprzedawcy i klienta, a pozostali (bierni) obserwują jego przebieg.
Bierni uczestnicy na ogół znacznie słabiej angażują się emocjonalnie w ćwiczenie, niż uczestnicy czynni. Obserwując ćwiczenie  "z zewnątrz"  widzą więcej, niż ćwiczący. Dlatego poczynione obserwacje często stanowią źródło cennych informacji zwrotnych dla ćwiczących.